# Baras
För andra betydelser, se Baras (olika betydelser).
Baras (Bayan ng Baras) är en kommun i Filippinerna. Kommunen ligger på ön Luzon, och tillhör provinsen Catanduanes. Folkmängden uppgår till 12 848 invånare år 2015.

## Barangayer
Baras är indelat i 29 barangayer.
| - Abihao - Agban - Bagong Sirang - Benticayan - Buenavista - Caragumihan - Batolinao - Danao - Sagrada - Ginitligan - Guinsaanan - J. M. Alberto - Macutal - Moning - Nagbarorong | - Osmeña - P. Teston - Paniquihan - Eastern Poblacion - Puraran - Putsan - Quezon - Rizal - Salvacion - San Lorenzo - San Miguel - Santa Maria - Tilod - Western Poblacion |